# 古田镇
古田镇是福建省上杭县下辖的一个镇，位于上杭县境东北部，是2003年评定的第一批中国历史文化名镇之一。2019年被评为中国文化百强镇。境内有古田会议纪念馆。为全县较富裕的镇，上世纪八，九十年代曾以水泥和轻钙生产工业为主要经济来源，为了减少污染改善镇民生活环境，工业逐渐退出，成功地转型发展特色旅游业和种植业。该镇海拔690～950米，和蛟洋镇同为上杭县海拔最高的乡镇。
2021年9月9日，撤销步云乡，原步云乡所属行政区域划归古田镇管辖。

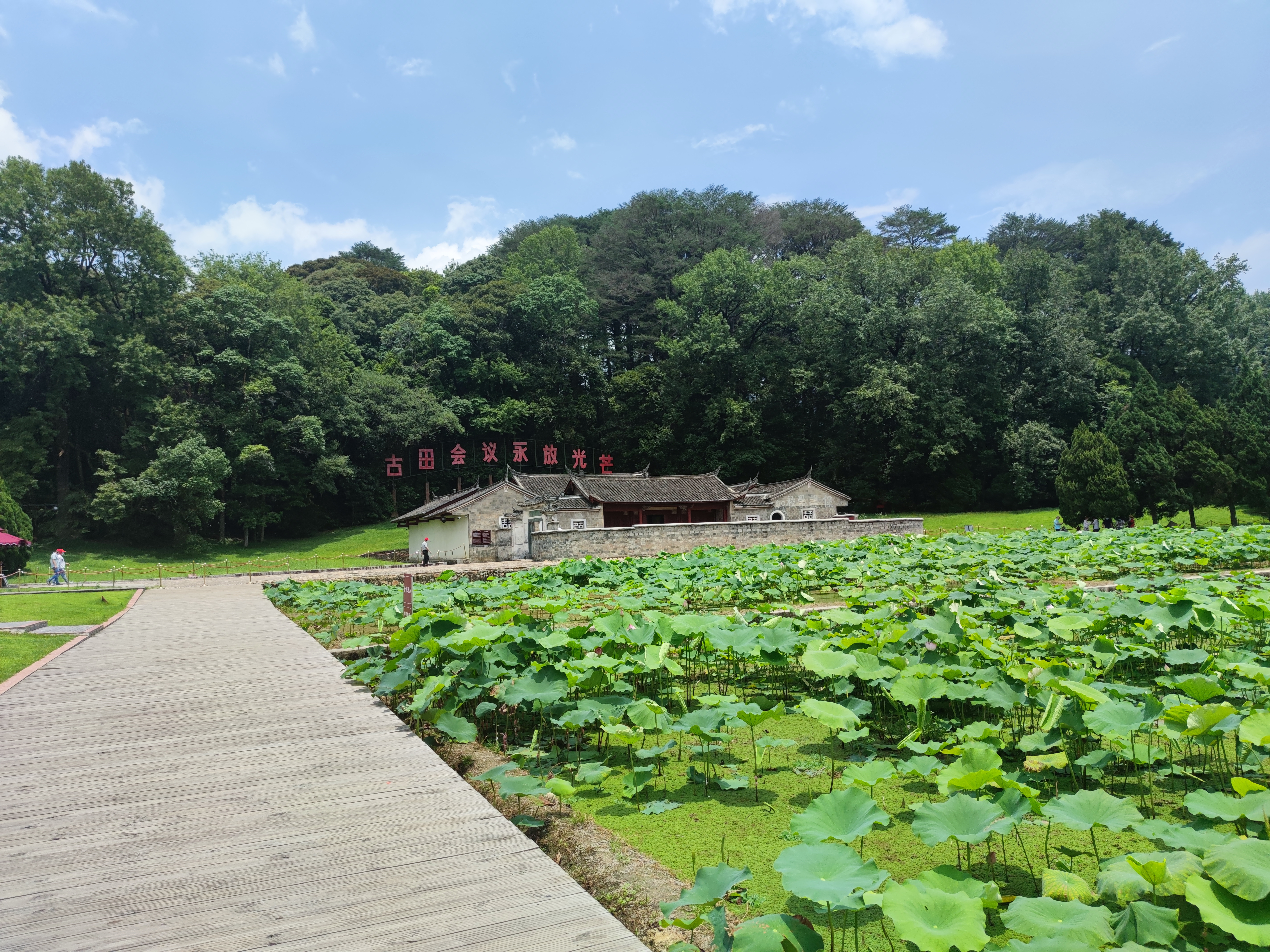
中共古田会议会址

## 行政区划
古田镇驻八甲圩。古田镇辖21个村，分别是:
苏家陂村、下郭车村、上郭车村、模坑村、文元村、荣屋村、赖坊村、上洋村、五龙村、溪背村、八甲村、竹岭村、金湖村、吴地村、外洋村、新生村、赤坑村、苎园村、石笋村、洋稠村和大源村。

## 交通
- 赣瑞龙铁路：古田会址站

## 同名问题
福建省有两个名为古田的行政区，分别是宁德市古田县和龙岩市上杭县古田镇。由于古田会议在中共党史上的意义重大，再加上古田县自身宣传力度不足，古田县知名度远逊于古田镇，两个同名行政区常被混淆。合福客运专线开通前后，更出现了传媒将古田会址所在地张冠李戴至古田县的现象。